# Batocera hercules
Batocera hercules là một loài bọ cánh cứng trong họ Cerambycidae.